# Якубовиці (Влощовський повіт)
Якубовиці (пол. Jakubowice) — село в Польщі, у гміні Ключевсько Влощовського повіту Свентокшиського воєводства.
Населення — 164 особи (2011).
У 1975-1998 роках село належало до Пйотрковського воєводства.

## Демографія
Демографічна структура на день 31 березня 2011 року:
|          | Загалом | Допрацездатний вік | Працездатний вік | Постпрацездатний вік |
| -------- | ------- | ------------------ | ---------------- | -------------------- |
| Чоловіки | 76      | 26                 | 43               | 7                    |
| Жінки    | 88      | 24                 | 42               | 22                   |
| Разом    | 164     | 50                 | 85               | 29                   |